# Frösjön (Nydala socken, Småland)
Frösjön är en sjö i Värnamo kommun i Småland och ingår i Lagans huvudavrinningsområde. Sjön har en area på 0,186 kvadratkilometer och ligger 188 meter över havet.

## Delavrinningsområde
Frösjön ingår i det delavrinningsområde (634195-141167) som SMHI kallar för Utloppet av Rusken. Avrinningsområdets medelhöjd är 194 meter över havet och ytan är 84,15 kvadratkilometer. Räknas de 59 delavrinningsområdena uppströms in blir den ackumulerade arean 900,03 kvadratkilometer. Skålån (Storån) som avvattnar avrinningsområdet har biflödesordning 2, vilket innebär att vattnet flödar genom totalt 2 vattendrag innan det når havet efter 187 kilometer. Delavrinningsområdet består mestadels av skog (45 procent). Avrinningsområdet har 34,31 kvadratkilometer vattenytor vilket ger det en sjöprocent på 40,7 procent.